# Косев, Димитр
Димитр Константинов Косев (5 января 1904 — 15 октября 1996) — болгарский историк, профессор (с 1950), академик Болгарской академии наук (с 1961), педагог, ректор Софийского университета, основатель и директор Института истории Болгарской академии наук, вице-президент Болгарской академии наук (с 1973). Герой Социалистического Труда НРБ (1969). Лауреат Димитровской премии.
Партийный и общественный деятель.

## Биография
С юности активно участвовал в политической жизни Болгарии. В 1925 году за свою подпольную  антифашистскую деятельность был приговорен к смертной казни, но был освобожден по амнистии. До 1930 года изучал историю в Софийском университете. В 1930—1931 годах стажировался в Варшавском университете. 
С 1944 года — член Болгарской коммунистической партии.
С 1945 года — ассистент университета в Софии. В 1947 году стал доцентом, в 1950 году — профессор.
В 1950—1962 годах был директором Института истории Болгарской АН.
С 1951 года — член-корреспондент Болгарской академии наук, спустя 10 лет стал академиком Болгарской АН. С 1962 по 1968 год — ректор Софийского университета.
С 1964 года — председатель Национального комитета историков и Болгарского исторического общества. 
Член Центрального комитета Болгарской коммунистической партии (с 1971).
Депутат Народного собрания Болгарии (1971—1976, 1976—1981, 1981—1986).

## Научная деятельность
Автор работ по новой и новейшей истории Болгарии, болгарскому национальному революционному движению во второй половине XIX века, эпохе Возрождения, проблемам революционного антифашистского движения, Национально-освободительному движению в период Возрождения, многочисленных публикаций источников, один из редакторов и авторов «Истории Болгарии» (т. 1-2, 1954—1955; 2 изд., т. 1-3, 1961—1964). На русском языке издана книга «Новая история Болгарии» (1952).
Почётный доктор Московского университета с 1968 года.
Похоронен на Центральном кладбище в Софии.

## Награды
- Димитровская премия
- Герой Социалистического Труда (НРБ) (1969)
- Орден «Георгий Димитров»
- Заслуженный деятель науки БНР
- Народный деятель науки БНР
- Почётный доктор Московского университета